# Ligne 180 (chemin de fer slovaque)
La ligne 180 des chemins de fer Slovaque relie Žilina à Košice. Elle fait partie du chemin de fer Košice - Bohumín. Elle correspond également à un tronçon du Corridors Pan-Européens V.

## Histoire

### Mise en service à une voie[1]
- Košice - Kysak - Prešov 1er septembre 1870
- Bohumín - Český Těšín 1er février 1871
- Český Těšín - Žilina 8 février 1871
- Žilina - Poprad 8 décembre 1871
- Poprad - Spišská Nová Ves 12 décembre 1871
- Spišská Nová Ves - Kysak 12 mars 1872

### Électrification[2]
- Kráľová Lehota - Liptovský Mikuláš 15 avril 1955
- Poprad - Tatry - Kráľová Lehota 28 avril 1955
- Spišská Nová Ves - Poprad-Tatry 9 décembre 1955
- Liptovský Mikuláš - Žilina 25 février 1956
- Markušovce - Margecany 26 janvier 1961
- Košice - Margecany 1er juin 1961

## Galerie

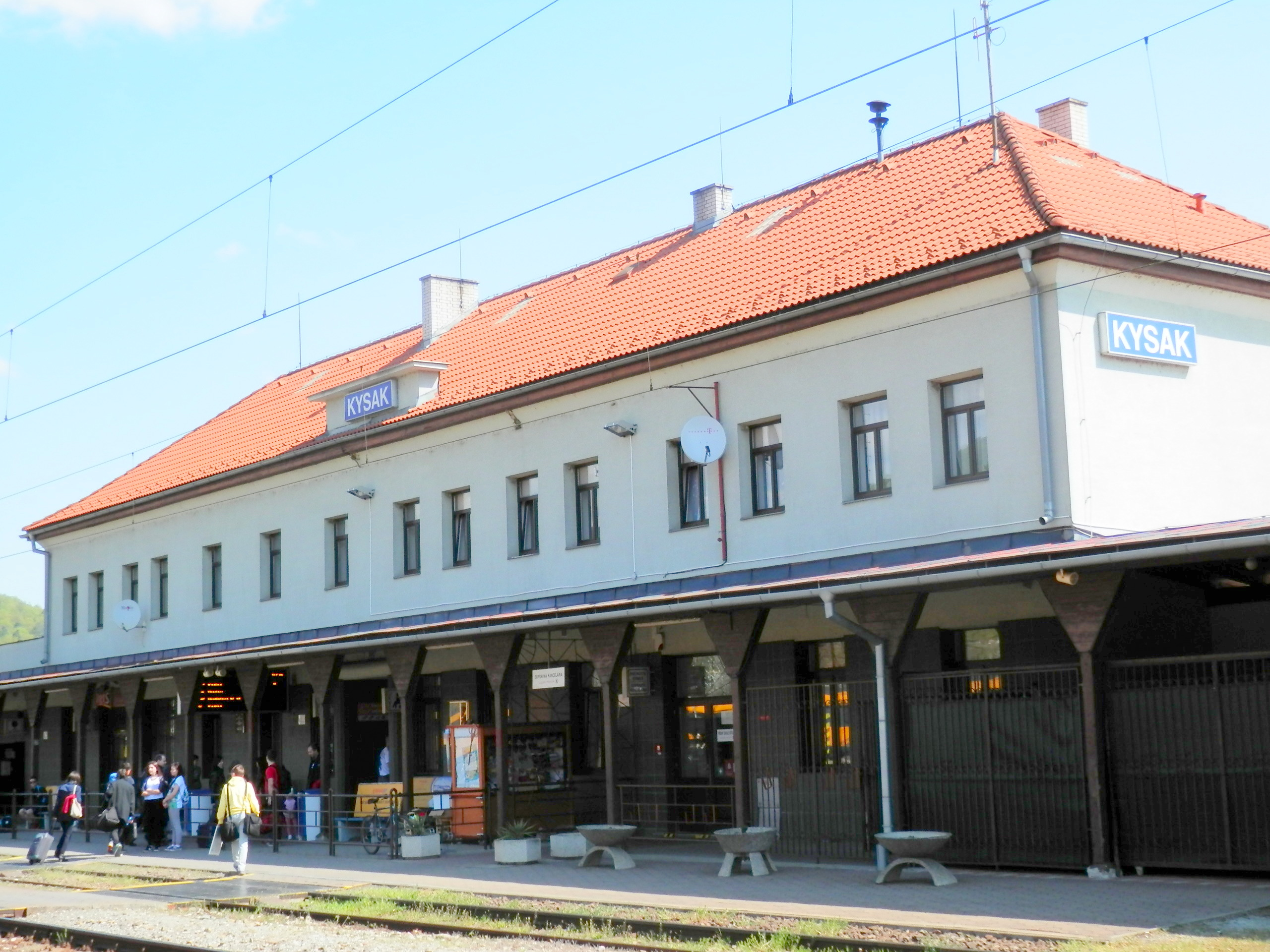
Gare de Kysak km 16.
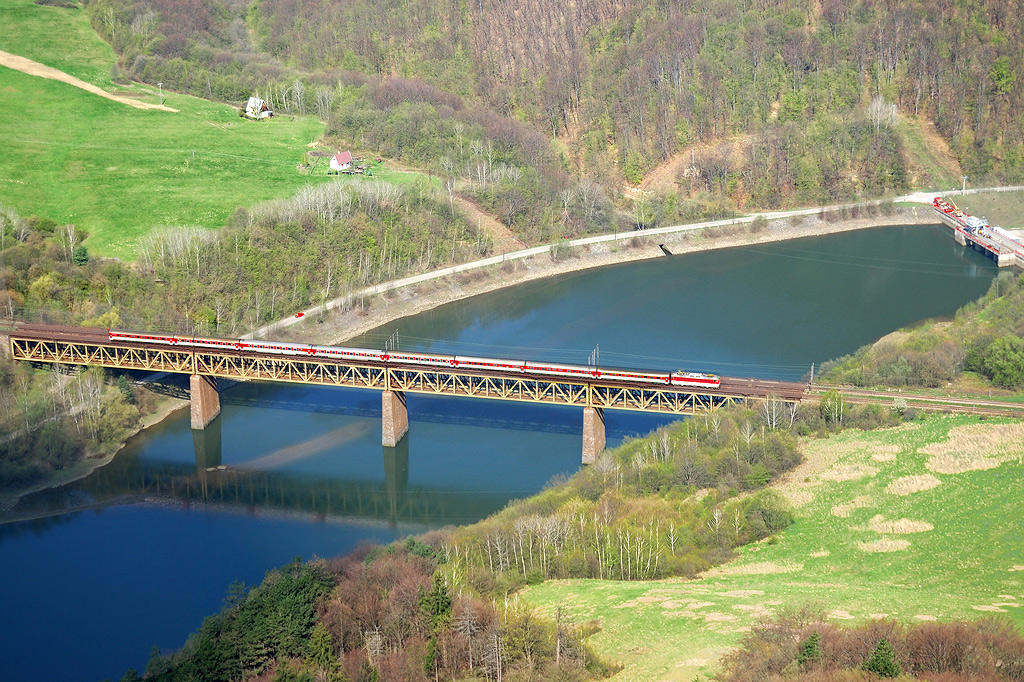
Viaduc de Ružín.
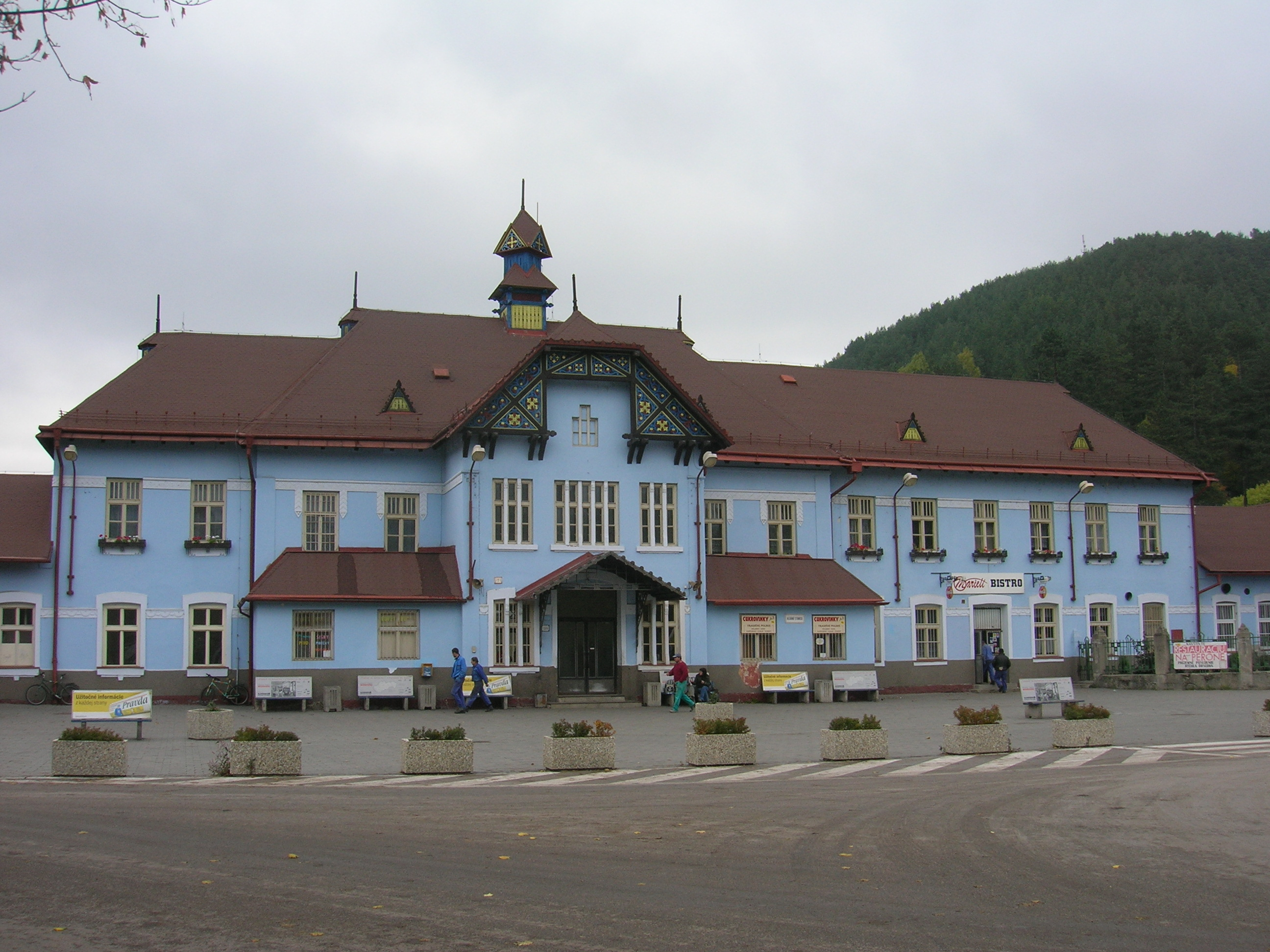
Gare de Ružomberok km 185.
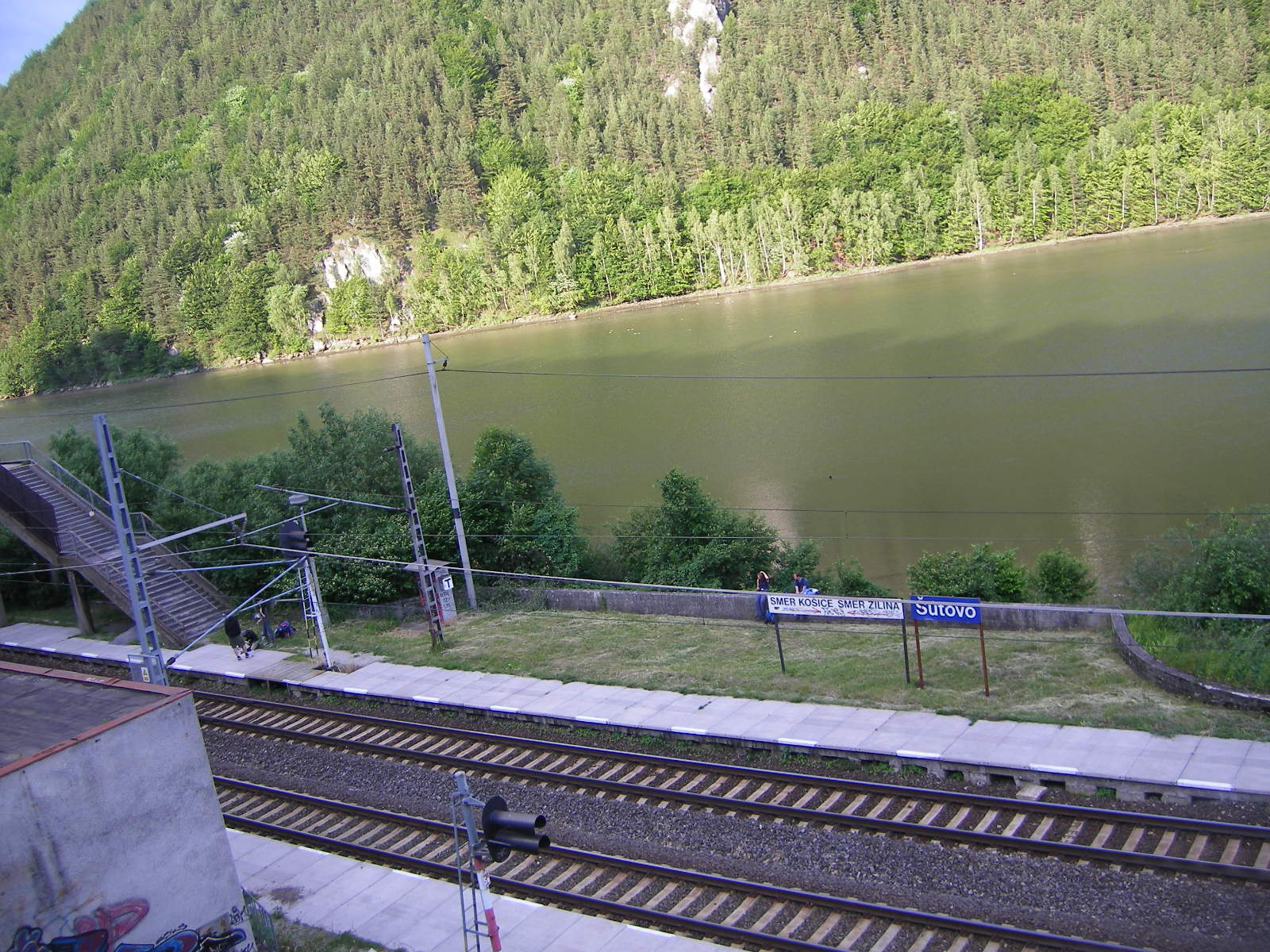
Gare de Šútovo Km 302,24 et rivière Vah.
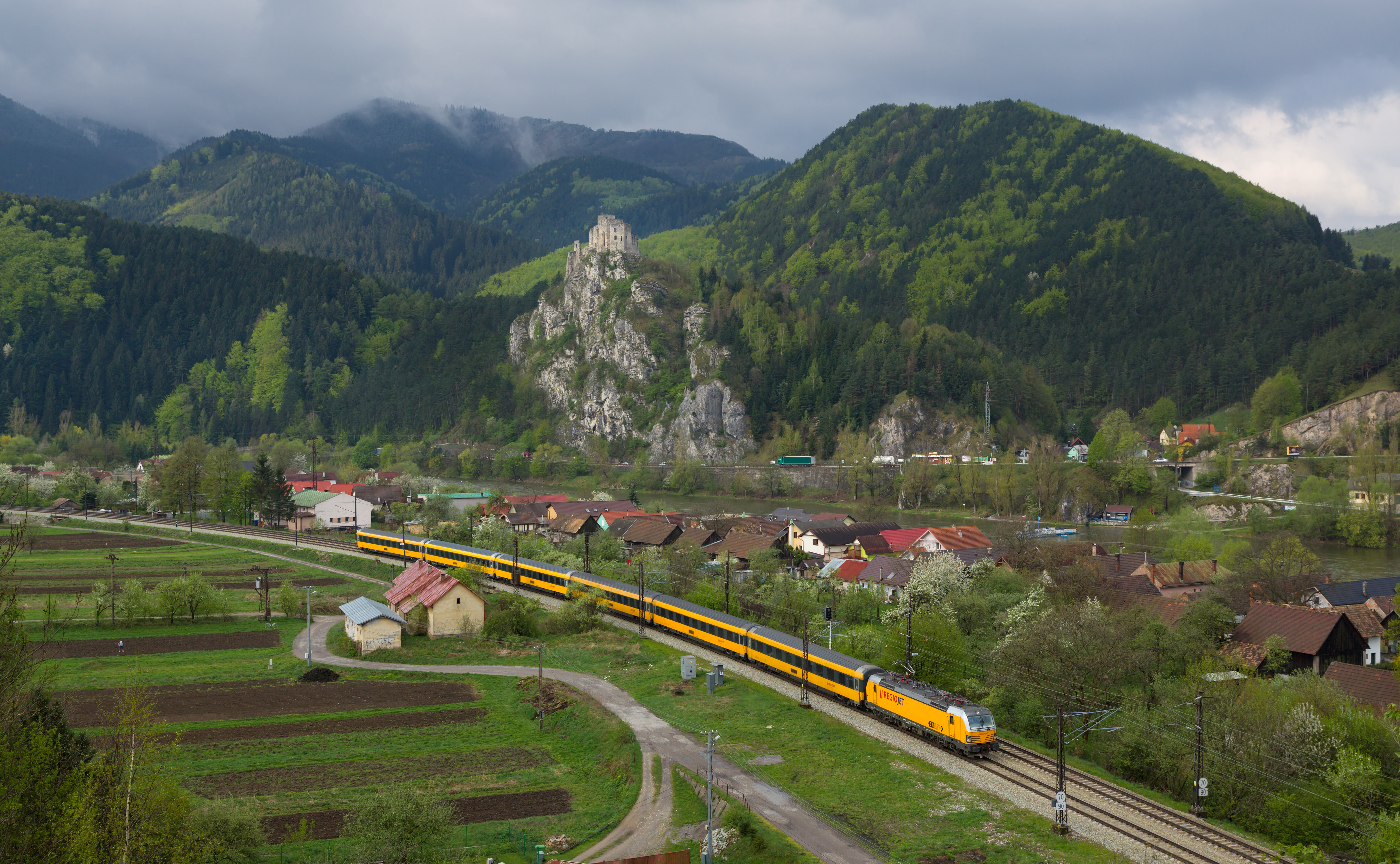
Près de Strečno.